# Фронделіт
Фронделіт (англ. frondelite; нім. Frondelit m) — мінерал, основний фосфат манґану і заліза. Група фронделіту.
Названий за прізвищем американського мінералога Кліффорда Фрондела (C. Frondel), M. L. Lindberg, 1949.

## Опис
Хімічна формула:
- 1. За Є. К. Лазаренком: (Mn, Fe2+)Fe43+[(OH)5(PO4)3.
- 2 За «Fleischer's Glossary» (2004): MnFe4[PO4]3(OH)5.

Склад у % (з родовища Сапукай, Бразилія): MnO — 7,74; Mn2O3 — 1,75; Fe2O3 — 48,85; P2O5 — 31,28; H2O — 7,52. Домішки: MgO, CaO, Na2O, K2O, Al2O3, SiO2.
Сингонія ромбічна. Ромбо-дипірамідальний вид. Форми виділення: гроноподібні маси й кірочки радіальноволокнистої будови, променисті аґреґати. Спайність досконала (по (100)) і добра (по (010)). Густина 3,48. Тв. 4,5-5,0. Колір сірий, темно-зелений. При окисненні стає бурим. Злом нерівний, крихкий. Блиск скляний. Вторинний мінерал лімонітових родовищ, а також продукт зміни манґаново-залізистих фосфатів у пегматитах. Супутні мінерали: лімоніт, трифілін.

## Поширення
Знахідки: Гагендорф і Крейцберґ (Баварія, ФРН), округ Рокбрідж (шт. Вірджинія, США), Сапукайя (шт. Мінас-Жерайс, Бразилія).